# Myroljubiw
Myroljubiw (ukrainisch Миролюбів; russisch Миролюбов Miroljubow) ist eine Siedlung städtischen Typs im Norden der ukrainischen Oblast Schytomyr mit etwa 600 Einwohnern (2015).
Der Ort wurde 1955 unter dem Namen Schowtnewe (ukrainisch Жовтневе) gegründet und erhielt 1980 den Status einer Siedlung städtischen Typs. Am 12. Mai 2016 wurde er im Rahmen der ukrainischen Dekommunisierung in Myroljubiw umbenannt. Sie ist 39 km nordwestlich vom ehemaligen Rajonzentrum Luhyny und etwa 150 km nordwestlich von Schytomyr gelegen.
1969 wurde im Ort eine Brikettierfabrik für Torfkohle eröffnet.
Am 9. Juni 2017 wurde die Siedlung ein Teil der Siedlungsgemeinde Luhyny, bis dahin bildete sie die gleichnamige Siedlungsratsgemeinde Myroljubiw (Миролюбівська селищна рада/Myroljubiwska selyschtschna rada) im Nordwesten des Rajons Luhyny.
Am 17. Juli 2020 kam es im Zuge einer großen Rajonsreform zum Anschluss des Rajonsgebietes an den Rajon Korosten.